# Гвальдіччіоло
Гвальдіччіоло (італ. Gualdicciolo) — село (італ. curazia) в республіці Сан-Марино. Адміністративно належить до муніципалітету Аккуавіва. Найбільше за чисельністю населення село республіки. Крайня західна точка країни.
Розташоване у західній частині Сан-Марино, неподалік від кордону з італійськими муніципалітетами Сан-Лео, Веруккьо та Емілія-Романья. Найближчим до Гвальдіччіоло італійським селом є Торелло — частина Сан-Лео.
Завдяки своєму розташуванню у плоскій долині та наявності автомагістралей, Гвальдіччіоло є одним із найбільш промислово розвинених регіонів держави, з великою кількістю виробничих підприємств (понад 60 галузей обробної промисловості).
У 1971 році в селі була побудована церква Святого Йосипа.